# Kapi
Kapi (szlovákul Kapušany) község Szlovákiában, az Eperjesi kerület Eperjesi járásában.

## Fekvése
Eperjestől 8 km-re északkeletre, a Sajói- és a Sárosi-hegység közötti Szekcsői-medencében, a Szekcső-patak bal partján fekszik. Tengerszint feletti magassága 240–520 m között váltakozik.

## Története

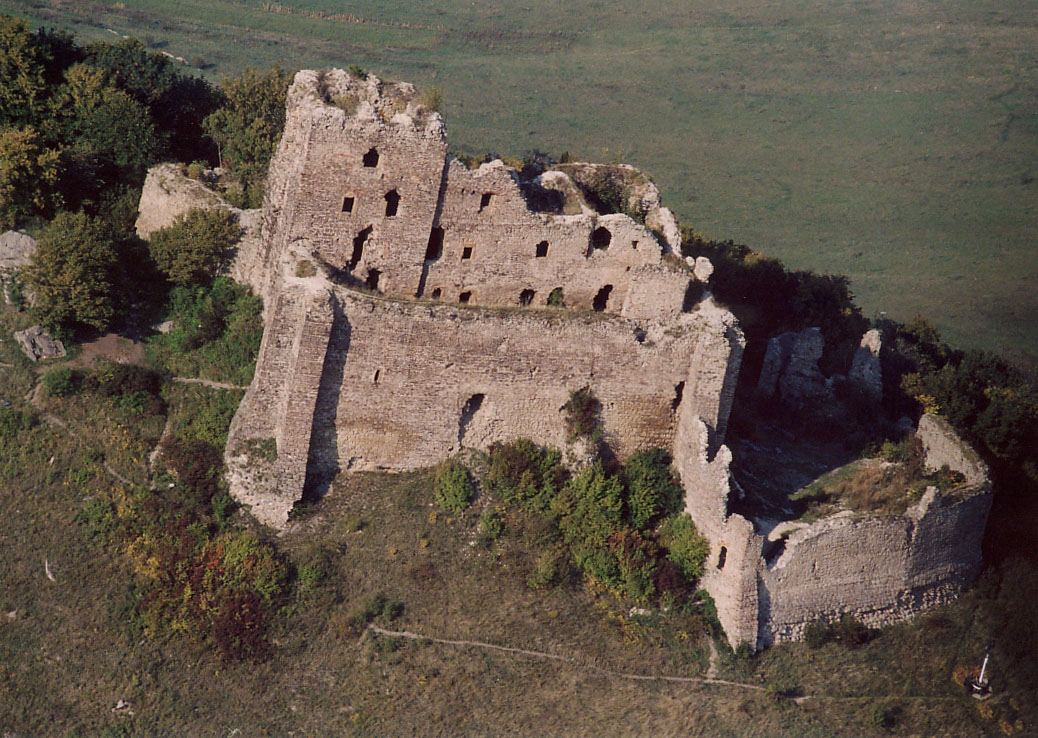
Kapi vára

A régészeti leletek tanúsága szerint területén már a korai kőkorszakban is éltek emberek. A késői kőkorból cserépmaradványok és a fazekasság eszközei kerültek elő. Az i. e. 3. évezred és az i. e. 1800 közötti időszakból hamvasztásos sírokat tártak fel. Az i. e. 4. és a 6. század közötti időtől a római korig a határában levő Ladzinka-patak jobb partján szintén emberi település állt.
Kapi első várát valószínűleg a szlávok építették a Maglóc-dombon a honfoglalás előtt, később a sárosi királyi erdőispánság vára lett Toboly (Maglóc) néven. 1315-ben Károly Róbert elfoglalta Tarkői Henrik sárosi ispántól és lerombolta. 1410-ben Tétényi András, a Kapi család őse kapta meg a várhelyet és újjáépíttette. 1418-ban Kapi András Luxemburgi Zsigmond engedélyével Szent Márton napján és minden második vasárnap vásártartási jogot kapott. A várat 1444-ben Giskra tartotta megszállva. 1468-ban Szapolyai Imre ostromolta, 1537-ben Feld Lénárd foglalta el Ferdinánd számára. 1685-ben Thököly elfoglalta, de Schulz tábornok visszaszerezte a császárnak. 1711-ben Kerczer András felégette, de 1712-ben újjáépült, 1715-ben azonban császári parancsra le kellett rombolni, azóta rom.
A mai falu fontos kereskedelmi utak kereszteződésében keletkezett a 12. században. 1248-ban „Kapy” alakban említik először. Az 1332 és 1337 között felvett pápai tizedjegyzék már említi templomát és plébánosát is. A falu a sárosi váruradalom része volt, a 14. századtól helyi nemeseké, a 15. századtól Kapi várának tartozéka. A falu 1418-ban vásártartási jogot kapott, 1427-ben 65 portája volt. A Thököly család birtoka. 1691-ben a várhoz tartozó két udvarházat is említenek a faluban. Az egyik ekkor már romos, a kurucok rombolták le. A másik új, kétemeletes faépület, amely Kapi Gábor tulajdona. A település a 18. századtól a Fehérváry családé. 1786-ban a faluban 94 ház állt 628 lakossal.
A 18. század végén Vályi András így ír róla: „KAPI Tót falu Sáros Vármegy. földes Ura Kapi Uraság, lakosai katolikusok, fekszik az említett Vár alatt, Ispotállya is vagyon, határja jó termékenységű, fája tűzre szűken, réttyei jók, legelőjök elég, el adásra jó módgyok van, és közel.”
A 19. századtól a Dessewffy családé volt. 1828-ban 139 házában 946 lakos élt. Lakói mezőgazdasággal, zöldségtermesztéssel foglalkoztak. A 19. század közepén határában kőszenet találtak és kőbánya is működött itt.
Fényes Elek 1851-ben kiadott geográfiai szótárában így ír a faluról: „Kapi, Kapussani, Sáros v. tót f., Eperjeshez kelet-északra 1 1/4 mfd. 950 kath., 2 evang., 6 zsidó lak. Kath. paroch. templom. Két kastély. Vendégfogadó. Termékeny határát a Székcső keresztül folyja; erdeje derék. A helység mellett egy magas meredek hegyen állott a Kapivár. Épült 1310-ben; 1685-ben Tököly elfoglalta, de tőle Schulcz cs. vezér visszavette; 1611-ben Keczer András felgyujtván elpusztitotta, s most romban hever. F. u. a Kapi nemz.”
A trianoni diktátumig Sáros vármegye Eperjesi járásához tartozott.

## Népessége
| Év:            | 1994. | 2004.   | 2014.   | 2024.   |
| -------------- | ----- | ------- | ------- | ------- |
| Emberek száma: | 1902  | 2090    | 2176    | 2156    |
| Eltérés:       |       | +9,88 % | +4,11 % | -0,91 % |

| Év:            | 2023. | 2024.   |
| -------------- | ----- | ------- |
| Emberek száma: | 2147  | 2156    |
| Eltérés:       |       | +0,41 % |

1910-ben a falut 784-en, többségében szlovákok lakták, jelentős magyar kisebbséggel.
2001-ben 2044 lakosából 1970 szlovák volt.
2011-ben 2170 lakosából 2029 szlovák.

## Kapi család
A család a Tétényiektől származott. Tétényi András 1410-ben Zsigmond királytól vitézsége miatt megkapta a Sáros megyei Kapi várát, és ettől kezdve a család ezt a nevet használta. A család részt vett a mohácsi csatában, majd Szapolyai mellé álltak, amiért elvesztették a birtokot, de később Erdélyben kaptak földeket. Harcoltak Bethlen Gábor mellett is, és Kapi György az 1660-as években Hunyad megye főispánja lett. Ezt követően a Kapik nem játszottak fontos szerepet.

## Nevezetességei
- A falutól északnyugatra, a Szekcső felett emelkedő Várhegy tetején állnak Kapi várának jelentős maradványai.
- Szent Márton tiszteletére szentelt római katolikus temploma már a 14. században állt, de 1789-ben le kellett bontani. Ekkor épült fel a mai templom, melyet 1796 és 1799 között átépítettek. 1858-ban tűz pusztította, de 1888-ra megújították.
- Kastélya eredetileg rokokó stílusú volt és a 18. század közepén épült. Később átépítették. 1980-ban iskola építése miatt lebontották.

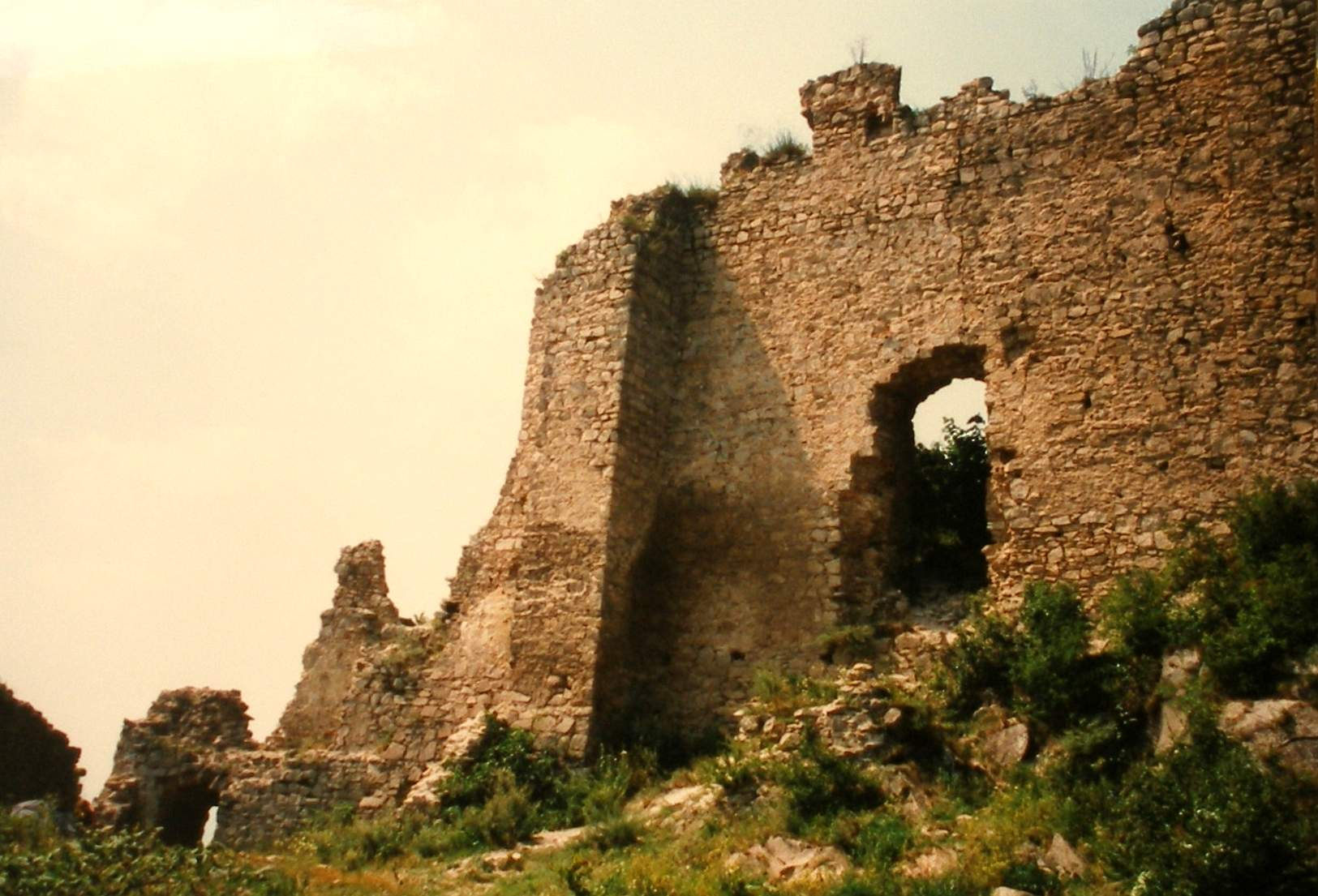
Kapi vára